# Ängsbaldakinspindel
Ängsbaldakinspindel (Linyphia triangularis) är en spindelart som först beskrevs av Carl Alexander Clerck 1757.  Ängsbaldakinspindel ingår i släktet Linyphia och familjen täckvävarspindlar. Arten är reproducerande i Sverige. Utöver nominatformen finns också underarten L. t. juniperina.

## Bildgalleri

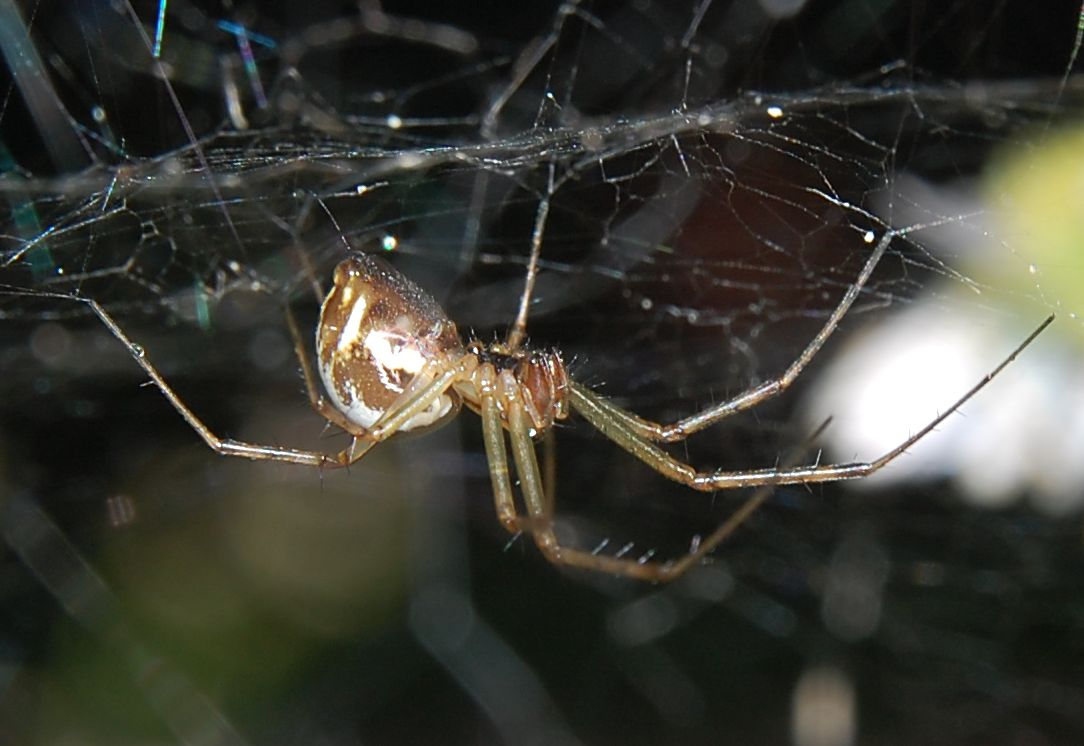
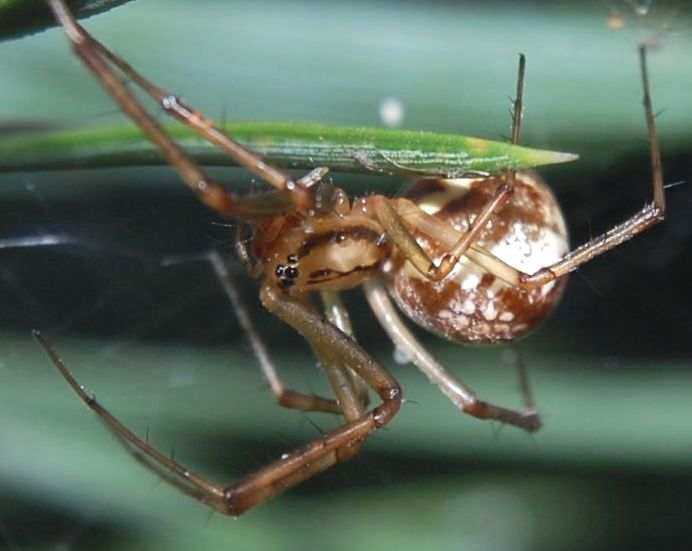
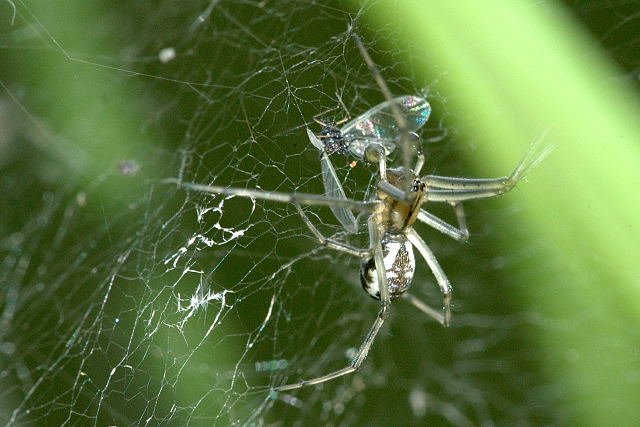